# Winnie Ewing
Pour les articles homonymes, voir Ewing.
Winifred Margaret Ewing dite Winnie Ewing, née Winifred Margaret Woodburn le 10 juillet 1929 à Glasgow et morte le 21 juin 2023, est une femme politique britannique membre du Parti national écossais (SNP).